# Туна, Рухи
Рухи Туна (азерб. Ruhi Tuna; 23 декабря 1965 года, Меликан, провинция Восточный Азербайджан — 30 октября 2021 года, Торонто) ― азербайджанский скульптор, художник. Пробыв в тюрьме в Иране 7 лет, он уехал в Турцию, а проработав здесь 8 лет, переехал в Канаду. За свою карьеру он создал сотни скульптур, посвящённых десяткам исторических личностей. Является автором более 300 статуй и бюстов Ататюрка только в Турции.

## Биография
Рухи Туна родился 23 декабря 1965 года в Меликане. Живописью занимался с юных лет. Его арестовали за то, что он нарисовал карикатуру, символизирующую стремление Азербайджана к автономии. В качестве заключенного находился в иранских тюрьмах 7 лет. Впервые он начал лепить, находясь в тюрьме в Гошачае. После выхода из тюрьмы он продолжил работать скульптором. Он является автором статуй, установленных в Тебризе Мухаммеду Хусейну Шахрияру и Набати в Калейбаре. Хотя он был освобождён из тюрьмы, в 1999 году он переехал в Турцию, поскольку подвергся преследованиям. За время своего пребывания здесь он изваял статуи десятков исторических личностей. Он является автором более 300 статуй Ататюрка, установленных только в Турции. Кроме того, он является автором 7 статуй Семи Великих Озан в Хаджибекташе, Турция и комплекса из 21 статуи турецких великих деятелей. Этот комплекс из 22 статуй, в том числе статуи шаха Исмаила Хатаи, Надир-шаха, Ага Мохаммед-шах Каджара и Ататюрка, был снесён со своего места в 2013 году без каких-либо причин.
В 2006 году он вместе с женой Римой Мухитовой (татарского происхождения) переехал в Канаду, поскольку не смог получить гражданство Турции. Здесь он изучал изобразительное искусство в Йоркском университете и музыку в Университете Райерсона.  За время пребывания в Канаде им были созданы скульптуры Мухаммеда Физули, Надир-шаха, Пира Султана Абдала, Хаджи Бекташ Вели, Алишира Навои, Узеира Гаджибекова, Салавата Юлаева, Абульфаза Эльчибея, а также десятков других деятелей тюркского мира.
Умер от рака поджелудочной железы 30 октября 2021 года в Канаде.